# Lagouira
Lagouira, La Güera, ou encore La Agüera, est une ville sur la côte atlantique, à l'extrême sud de la zone disputée du Sahara occidental, frontalier avec la Mauritanie. Lagouira est situé du côté occidental du Ras Nouadhibou (ancien Cap Blanc), une pointe de 65 kilomètres de long, près des villes mauritaniennes de Nouadhibou et de Cansado.
Cette localité désertée est de facto sous le contrôle de la Mauritanie pour protéger la zone portuaire de Nouadhibou, avec laquelle elle partage la péninsule du Cap Blanc.

## Histoire
Durant l'occupation espagnole, le village était dénommé La Agüera. Lagouira a été fondée le 30 novembre 1920 par le colonel Francisco Bens quand l'Espagne établit une base aérienne dans la partie occidentale de la péninsule, située à peu de kilomètres de l'ancien port français de Port-Étienne (actuel Nouadhibou).
En 1912, par la convention de Madrid, l'Espagne et la France ont officialisé des frontières entre les possessions françaises en Mauritanie et les possessions espagnoles au Sahara occidental.
En 1924, Lagouira a été incorporée à la colonie espagnole de Rio de Oro (Oued ed-Dahab).
En 1979, la Mauritanie se retire du conflit militaire du Sahara occidental. Lagouira est contrôlée et administrée par le Maroc, Hassan II a vite fait de militariser la zone. Ville mal défendue et devant les incursions répétées du Polisario, la Mauritanie demande au Maroc de quitter les lieux à cause de l'étranglement économique que subissait Nouadhibou (capitale économique de la Mauritanie). Ne possédant ni activités, ni habitants (ayant tous émigrés vers d'autres villes à proximité), Hassan II fait totalement évacuer la ville en 1989. Même si l'Armée mauritanienne campe à Lagouira, ce sont toujours les forces marocaines qui en contrôlent les eaux territoriales.
Durant les années 1990, le gouvernement marocain décide de faire renaître la ville : il mobilise un budget colossal et commence à construire les routes et les infrastructures nécessaires avant de se rendre compte que le terrain n'était pas constructible, parce que le sable engloutissait tout au fur et à mesure. Aujourd'hui la ville n'est que ruine et sable, peuplée de quelques pêcheurs Imraguens ainsi que d'un campement militaire mauritanien. La zone de Lagouira serait le cadre d'un accord secret entre la Mauritanie et le Maroc avec l'aide de la France afin que le Maroc n'exerce pas un contrôle direct de la zone et ainsi ne pas perturber le port mauritanien de Nouadhibou.

## Administration

### Jumelage
- Guadix (Espagne)